# Àlvar Suñol Muñoz-Ramos
Àlvar Suñol Muñoz-Ramos va néixer a Montgat el 1935. És un pintor i gravador català instal·lat als Estats Units, tot i que actualment té l'estudi a la Costa Brava.
Als 16 anys va ingressar a l'Escola de Belles Arts de Sant Jordi de Barcelona. Als 18, va obtenir la Beca Alhambra de Granada, que li va permetre fer estudis a Granada i viatjar per Andalusia i per Castella, un viatge que serà transcendental en la seva carrera artística i que influenciarà en el desenvolupament de les obres de la seva primera etapa, caracteritzada per un marcat realisme.
El 1954 participà en el Premi Joves Pintors organitzat per l'Ajuntament de Barcelona i va obtenir el Primer Premi. Aquell mateix any va obtenir el Premi ‘Adquisició' a l'Exposició Anual de Belles Arts organitzada per l'Ajuntament de Badalona.
El 1956 va fer la seva primera exposició individual a les Galeries Laietanes de Barcelona. Poc després va rebre diverses invitacions per exposar en diferents ciutats espanyoles. El 1957 va obtenir el Primer Premi del Concurs Anual de Pintura organitzat per l'Institut Francès de Barcelona.
El 1959 participà a la III Biennal d'Alexandria. I aquell mateix any se'n va anar a París, becat per l'Institut Francès de Barcelona. Al cap de poc la galeria Drouant li va comprar la sèrie completa de les seves primeres obres fetes a París. En només una setmana la galeria va vendre totes les pintures. Aquell èxit espontani seria l'inici de la projecció internacional de la seva obra.
El 1960 es va instal·lar a París, on residiria fins al 1975.
El 1962 va exposar per primera vegada a Nova York i en altres ciutats americanes.
El 1963 va fer les primeres litografies originals per una exposició individual a la Galerie Drouant de París, amb qui va signar un contracte d'exclusivitat. Des de llavors exposa regularment a Europa i als Estats Units.
Als Estats Units continua exposant sovint i és on es troba la major part de la seva producció artística.
Durant els darrers anys, Àlvar Suñol ha passat del seu procés de litografia de signatura a pintures de gran format i retaules que abasten una gran varietat de temes, que van des d'interiors etèrics fins a narracions bíbliques.